# Feldbahn der Firma Castiglioni, Pez y Cia
| Feldbahn der Firma Castiglioni, Pez y Cia | Feldbahn der Firma Castiglioni, Pez y Cia |
| ----------------------------------------- | ----------------------------------------- |
| Feldbahn der Firma Castiglioni, Pez y Cia |                                           |
| Streckenlänge:                            | 15 km                                     |
| Spurweite:                                | 600 oder 762 mm                           |
|                                           |                                           |

Die Feldbahn der Firma Castiglioni, Pez y Cia war eine von 1933 bis 1942 betriebene, 15 km lange Feldbahn am Lago Pellegrini bei Cinco Saltos in der Provinz Río Negro in Argentinien.

## Geschichte
Die Firma Castiglioni, Pez y Cia erhielt durch ein Amtsdekret vom 13. August 1931 die Genehmigung zum Bau einer Decauville-Bahn.
Mit der daraufhin verlegten, etwa 15 km langen Feldbahn wurde Gipsgestein von den Steinbrüchen zum Gipswerk gebracht. Von dort wurde der Gips nach dem Brennen zu einem Anschlussgleis der Ferrocarril del Sud an der Calle Blumetti y Gral bei der heutigen Leichtathletikbahn transportiert, wo er in die Güterwagen der Ferrocarril del Sud umgeladen wurde.

## Castiglioni, Pes y Cia

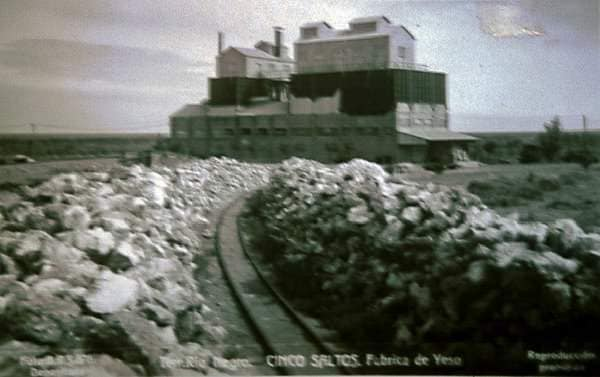
Feldbahn zum Gipswerk

Castiglioni, Pes y Cia begann seine Bergbautätigkeit 1930 und wurde zu einem Pionier in der Produktion von Industriemineralien. Seit 1960 hat das Unternehmen sich auf die Gewinnung, Produktion und den Export von natürlichem Natriumbentonit spezialisiert und vermarktet sein Produkt auf dem südamerikanischen Markt als Bentonita DEL LAGO Alta Calidad. Das Unternehmen verfügt über ein Team von 60 Mitarbeitern, darunter Fachleute, Techniker und Angestellte.
Die Lagerstätte des Unternehmens gilt derzeit als eine der wichtigsten in Lateinamerika, aus der ein hochwertiges Produkt gewonnen wird, das in seiner Qualität mit Bentonit aus Wyoming vergleichbar ist. Sie befindet sich am Ufer des Pellegrini-Sees und nimmt eine Fläche von 10.000 ha ein. In dem bei den Steinbrüchen gelegenen Gebiet gibt es schätzungsweise eine Reserve von 1.500.000 Tonnen.

## Lokomotiven

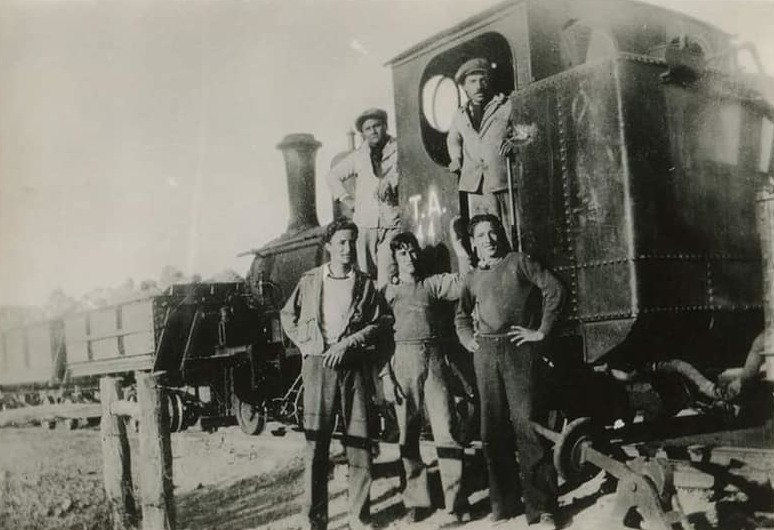
Die mit T.A. 44 beschriftete Avonside-Lokomotive

Castiglioni, Pez y Cia besaßen eine der beiden Avonside-Lokomotiven, die ursprünglich der Ferro Carril de Sierra de la Ventana gehört hatten. Eine der Lokomotiven war mit T.A. 44 beschriftet, was Tranvia Agricola del Sur (TAS) bedeutet.